# 反軍國主義

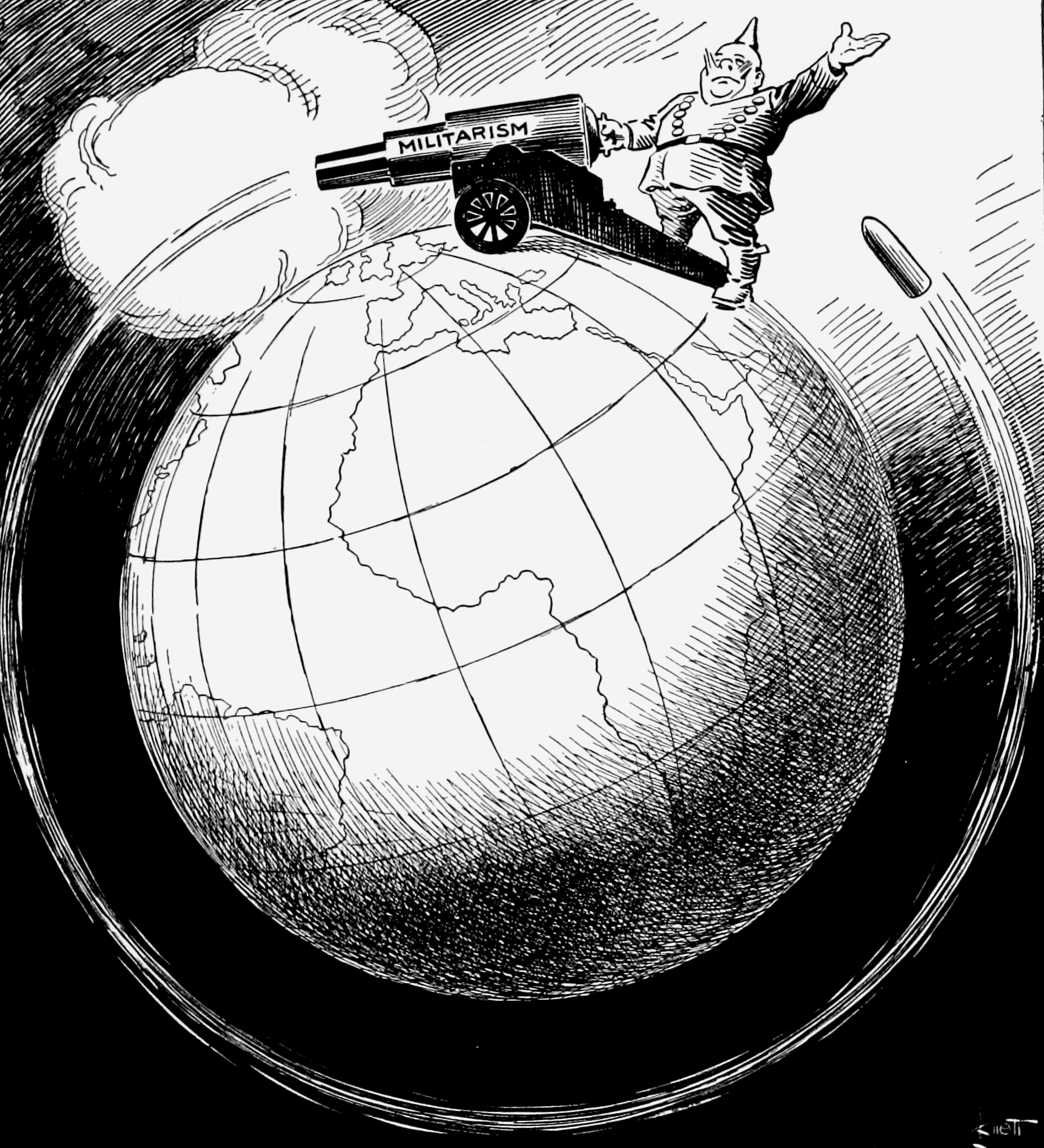
《它打得比他想得还要远》，约翰·弗朗西斯·诺特绘制的反军国主义漫画，最初发表于1918年3月

反军国主义是一种反对战争的学说，其理论主要建构于对帝国主义的批判之上。反军国主义是第一国际和第二国际的明确目标。支持此類学说的人主張削弱军队的权力、反對軍事獨裁、反對高昂的军费开支以及在本国建立外国基地，最終目的是要阻止战争。